# Tomasz Kołakowski
Tomasz Kołakowski właściwe Albin Kołakowski (ur. 7 czerwca 1902 w Kołaki Małe, zm. 23 listopada 1987) – polski ksiądz rzymskokatolicki, pijar, działacz społeczny, poseł na Sejm Ustawodawczy RP (1947–1949).

## Życiorys
Syn Adama i Eufrozji z domu Kołakowska.
W 1920 wstąpił do nowicjatu zakonu Ojców Pijarów. Rok później złożył śluby zakonne (czasowe, wieczyste w 1925), by w 1928 przyjąć święcenia kapłańskie. Stał na czele konwiktu oo. pijarów w Krakowie jako prefekt, później pełnił obowiązki prefekta miejskich szkół powszechnych w Lidzie, a od 1930 do 1931 wikariusza w parafii oo. pijarów w Szczuczynie, gdzie udało mu się ożywić działalność Akcji Katolickiej. Został mianowany prezesem AK na powiat szczuczyński przez metropolitę Jałbrzykowskiego. W 1932 opuścił zakon pijarów i wyjechał na studia do Francji. W 1937 powrócił do Polski, mieszkał m.in. w Krynicy, Kołakach i Warszawie, a od 1938 w Płudach. W czasie okupacji niemieckiej działał w konspiracji. W latach 1941–1942 ukrywał na terenie gospodarstwa w Płudach dzieci żydowskie, które za jego sprawą znalazły później schronienie w klasztorze u Sióstr Rodziny Maryi. Podczas powstania warszawskiego zajmował się przerzutami żołnierzy do Puszczy Kampinoskiej.
Po 1945 był proboszczem w Oliwie oraz dziekanem Marynarki Wojennej oraz działaczem Stronnictwa Pracy (był jego pełnomocnikiem na województwo gdańskie). Zasiadał w Prezydium Wojewódzkiej Rady Narodowej w Gdańsku z ramienia SP. W 1947 wszedł w skład Sejmu Ustawodawczego z listy Bloku Demokratycznego w okręgu Gdańsk. Był sekretarzem Klubu Poselskiego SP. W 1948 podczas podróży służbowej do Czechosłowacji uciekł z kraju, za co został rok później pozbawiony obywatelstwa polskiego i mandatu poselskiego. Uchwała Rady Ministrów o pozbawieniu Kołakowskiego polskiego obywatelstwa została uchylona 15 marca 1989 roku. Stolica Apostolska wyznaczyła mu pracę duszpasterską wśród Polaków na terenie USA. Po kilku latach przystąpił do Polskiego Narodowego Kościoła Katolickiego. Na emigracji ujawniał prawdę o zbrodni katyńskiej.